# Codex Fuldensis

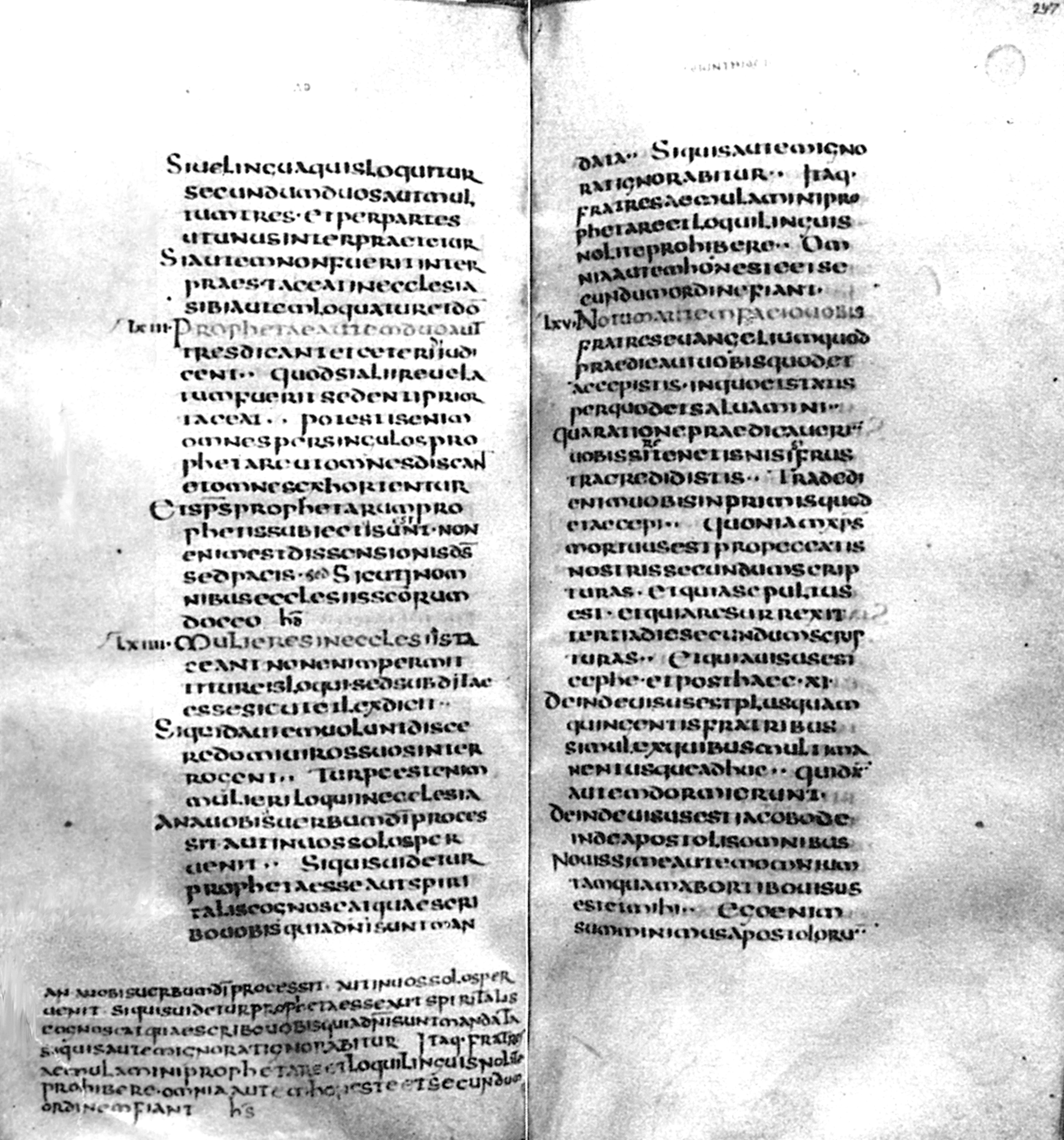
Codex Fuldensis, páginas 296-297

El Codex Fuldensis es un manuscrito del siglo VI que suele ordinariamente citarse con la abreviación de Fuld y contiene el texto latino de la Vulgata de los cuatro evangelios dispuestos en forma de concordia, de las Epístolas de san Pablo, Actos de los Apóstoles, epístolas católicas y del Apocalipsis. Se conserva en la biblioteca de Fulda.
Parece que fue escrito hacia el 540 en caracteres mayúsculos por el obispo Víctor de Capua. Más tarde perteneció a san Bonifacio, obispo de los alemanes, quien lo anotó. En 1868 fue editado por Ernestus Ranke en Marburg y en Leipzig con este título: Codex fullensis: Novum testamentorum latine interprete Hieronymo ex mansucripto Victoris Capuani edidit, prolegomenis introduxit, commentariis adornavi. E. Ranke. Accedunt duae tabulae photolithographicae.
La harmonía o concordia evangélica que ha sido reproducida en diversas ocasiones, se conforma en parte en el orden de las secciones con el Diatessaron de Taciano. Es decir, los evangelios son una versión corregida del Diatessaron.